# جميلة الأسدية

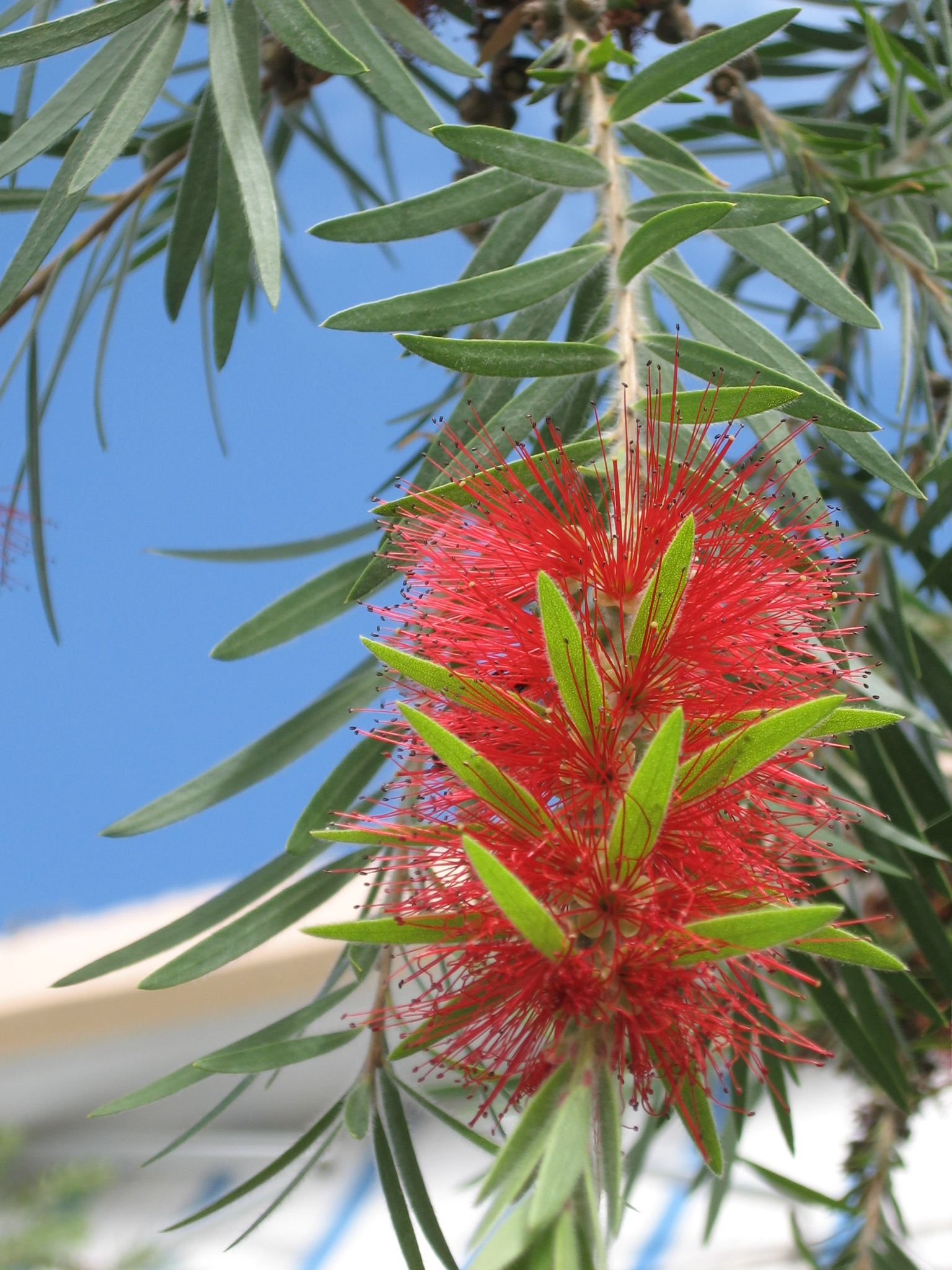

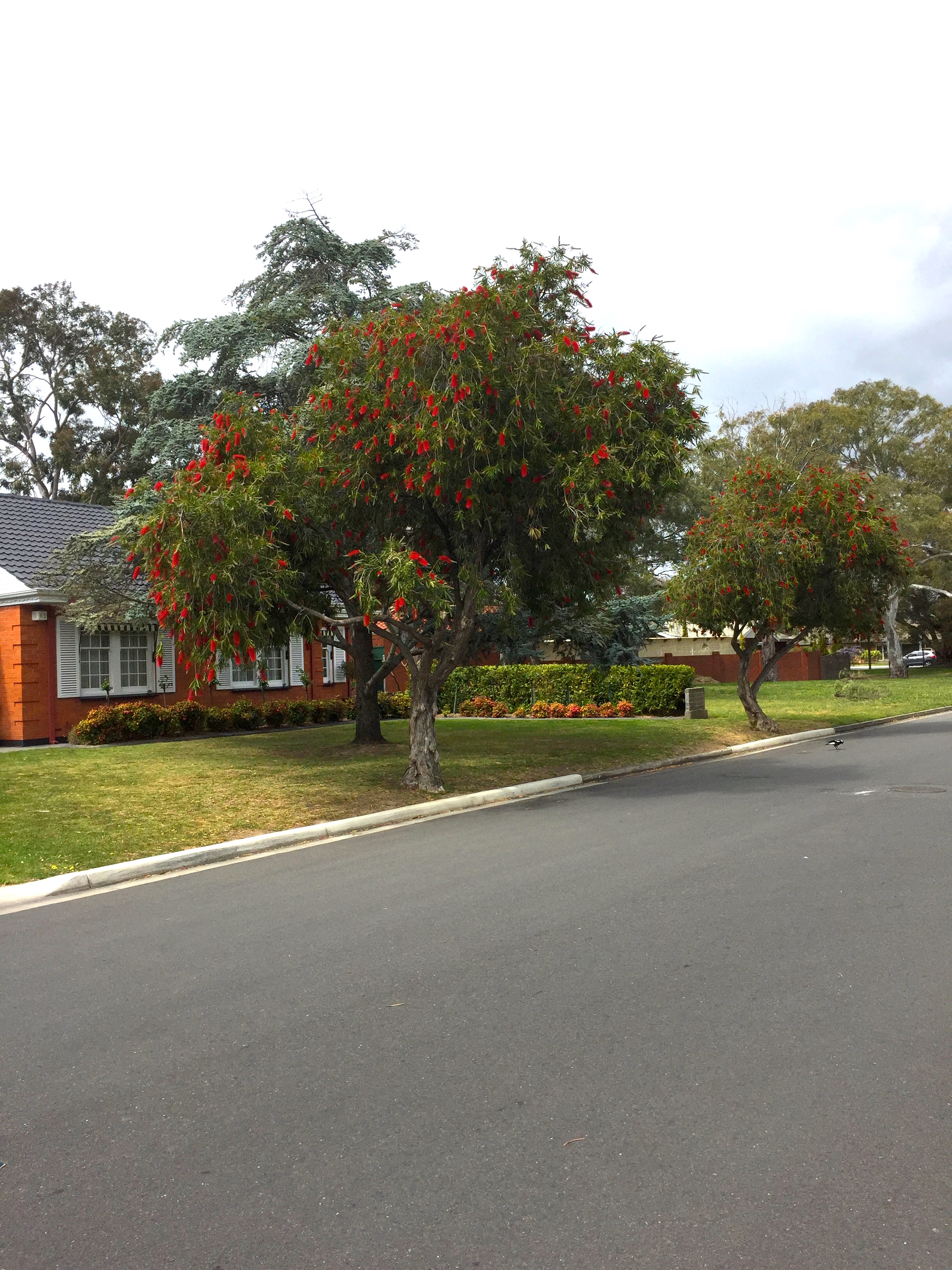

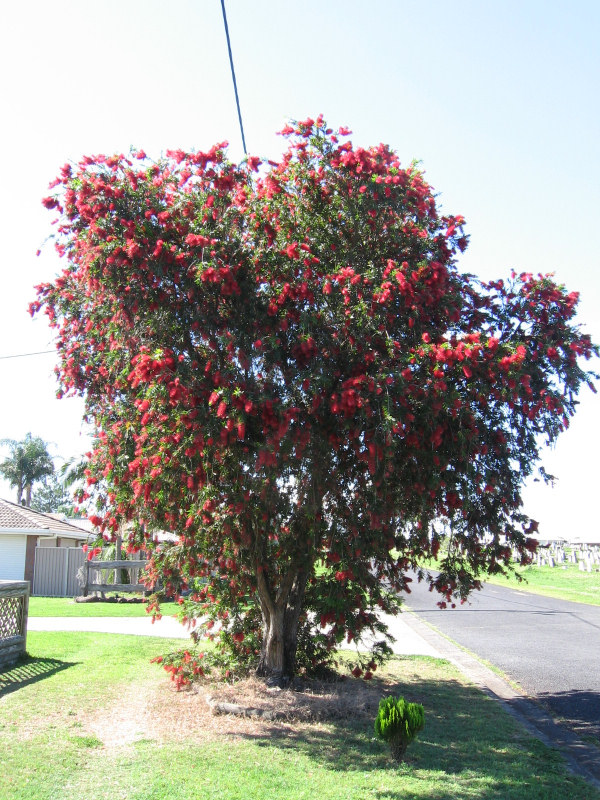

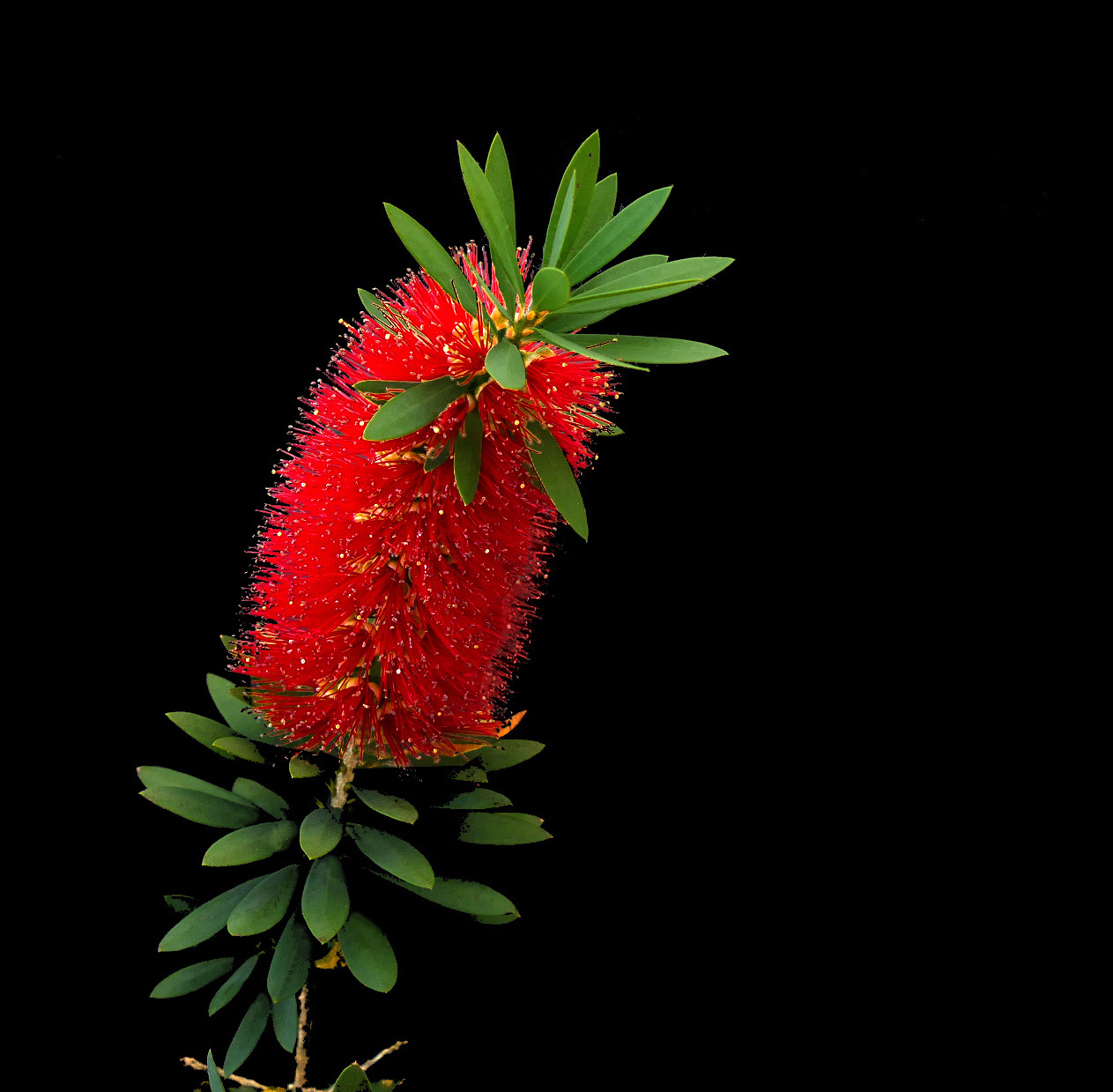

جميلة الأسدية أو قلسطمون هو جنس من الشجيرات في الفصيلة الآسية وصف أول مرة أنه جنس في عام 1814. الجنس بأكمله متوطن في أسترالية ولكنه يزرع على نطاق واسع في العديد من المناطق الأُخَر ويوطن في مواقع متفرقة.